# Filippo Strocchi
Filippo Strocchi (* 5. Februar 1982 in Modena) ist ein italienischer Schauspieler, Sänger, Musiker und Musicaldarsteller.

## Leben
Strocchi spielte Schlagzeug und Gitarre und war später in mehreren Bands Solosänger. Das Klavierspielen war seine Leidenschaft. Im Jahre 2003 begann er eine Ausbildung an der Bernstein School of Musical Theatre unter der Leitung von Shawna Farrell, die er drei Jahre später mit Auszeichnung abschloss. Danach erhielt er ein Stipendium an der Guildford School of Acting.
2006 war er für zwei Spielzeiten als „Danny Zuko“ unter der Regie von Federico Bellone auf der nationalen italienischen Tour von Grease mit der „Compagnia della Rancia“ zu sehen. Im Teatro Sistina (Rom) spielte er 2008 unter der Regie von Massimo Ranieri in Poveri ma belli. Sein Deutschland-Debüt gab er 2009 im Palladium Theater in Stuttgart als Zweitbesetzung des Fiyero in der Stage Entertainment Produktion des Musicals „Wicked - Die Hexen von Oz“.
2010 ging Filippo Strocchi zurück nach Italien, um dort unter der Regie von Massimo Romeo Piparo in der Rolle des „Link Larkin“ Teil der nationalen Tour von Hairspray für „Planet Musical“ zu werden. In der Saison 2010/11 spielte er auf der italienischen Tour von Flashdance – Das Musical die männliche Hauptrolle „Nick Hurley“. Im Herbst 2011 war er unter der Regie von Marco Simeoli am „Teatro Sala Uno“ in Rom als der junge Seemann „Anthony“ im Sondheim Musical Sweeny Todd zu sehen. 2012 reiste er als „Mercutio“ mit der Tour von Romeo & Juliet quer durch Italien. Noch im selben Jahr war er unter der Leitung von Carline Brouwer wieder Teil des Stage Entertainment Teams, als „DJ Monty“ im Musical Saturday Night Fever im „Teatro Nazionale“ in Mailand. 2013 kehrte er zu seinen Anfängen zurück und spielte wieder seine Debütrolle als „Danny Zuko“ in Grease, doch diesmal unter der Regie von Saverio Marconi. Ein Jahr später tourte er als „Rum Tum Tugger“ mit der originalen britischen Produktion von Cats, produziert von David Ian, quer durch Europa und das Vereinigte Königreich, wo er im Anschluss daran sein wichtiges Ziel erreichte, einmal als Protagonist am Londoner West End zu debütieren.
2015 kehrte er wieder zurück nach Italien, um „Che“ in Evita zu spielen, einer Produktion des Teatro Comunale di Bologna, unter der Regie von Gianni Marras. Im Dezember gab er sein Debüt als Zeremonienmeister in The Hole am Linear Ciak Theater in Mailand unter der Regie von David Ottone. Im Sommer 2016 war er zurück in Bologna am „Teatro Comunale“, um die Hauptrolle des „Frederick Barrett“ in Titanic – Das Musical zu spielen. In der Saison 2016/17 kehrte Filippo zurück als „Che“ in Evita, diesmal auf großer Italien-Tour gemeinsam mit dem italienischen Popstar Malika Ayane. Im Sommer 2017 machte er sein Debüt in der Schweiz in Walenstadt auf der Walensee-Bühne, TSW Musical AG, als „Tony Manero“ in Saturday Night Fever. Im Anschluss war Filippo Teil der 20-Jahr-Jubiläumsbesetzung von Tanz der Vampire am Ronacher Theater in Wien (VBW), wo er das Nightmare-Solo sang und Zweitbesetzung für „Krolock“ (der Hauptrolle des Stückes) war. Im Januar 2018 spielte abermals die Rolle des „Barrett“ in Titanic – Das Musical, diesmal im Stadttheater Ingolstadt mit dem Městské divadlo Brno. Vom 23. März bis zum 2. April 2018 spielte Filippo die Rolle des „Pilate“ in der großen konzertanten Version des Musicals Jesus Christ Superstar im Ronacher Theater in Wien mit 43 Musikern und Drew Sarich als Jesus. Im Sommer 2018 verkörperte er die Rolle des „Stacee Jaxx“ in „Rock of Ages“ in Amstetten (AVB) unter der Regie von Alex Balga (im Film gespielt von Tom Cruise). Im Herbst spielte Strocchi nach einer Premiere im Musical Dome in Köln für 7 Wochen die Erstbesetzung des Grafen von Krolock in der deutschen Produktion von Tanz der Vampire im „Theater des Westens“ in Berlin.
Anfang 2019 übernahm Strocchi abermals die Hauptrolle (Tony Manero) im Musical Saturday Night Fever, in Ingolstadt mit dem Městské divadlo Brno. Im April 2019 spielte er wieder „Pilate“ in der konzertanten Wiener Produktion von Jesus Christ Superstar. Im Sommer 2019 spielte Strocchi den Riff Raff in der Rocky Horror Show in Amstetten (AVB) abermals unter der Regie von Alex Balga. Er wirkte dort im August 2019 auch bei den Best-of-30-Jahre-Galakonzerten mit. Von Oktober 2019 bis März 2020 übernahm Filippo Strocchi erneut die Erstbesetzung des Grafen von Krolock in Tanz der Vampire am Stage Metronom Theater in Oberhausen (Deutschland).
Am 15. Dezember 2019 war Filippo Teil des Konzerts „Christmas with the stars“ in der St. Paul’s Church in Covent Garden, London gemeinsam mit West End Stars wie Michael D. Xavier, Laura Baldwin, Jason Manford und vielen mehr. Am 15. Oktober 2020 präsentierte Filippo gemeinsam mit Veronica Appeddu, Laura Panzeri und Gianluca Sticotti im Politeama Rossetti Theater in Triest (Italien) das Konzertprogramm „La fuge delle voci“. Weiters nahm er an einigen Musical Deluxe Konzerte in Deutschland teil.
Im Juni 2021 konnte Strocchi erstmals die Rolle des Protagonisten „Guido Contini“ im Musical „Nine“ verkörpern. Regie führte Saverio Marconi. Dieses basiert auf Federico Fellinis teils autobiographischem Film „8½“. Aufgeführt wurde es im Teatro Comunale in Ferrara (Italien) und am Teatro Municipale Valli in Reggio Emilia (Italien). Von Oktober 2021 bis September 2023 spielte Strocchi wieder den Grafen von Krolock in Tanz der Vampire, diesmal am Stage Palladium Theater in Stuttgart (Deutschland).

## Rollen
- Grease (Mailand & Rom, Italien) – Danny Zuko (2007–2008)
- Wicked – Die Hexen von Oz (Stuttgart, Deutschland) – u/s Fiyero (2009)
- Hairspray (Tour Italien) – Link Larkin (2010)
- Flashdance (Tour Italien) – Nick Hurley (2011)
- Sweeney Todd (Rom, Italien) – Anthony (2011)
- Romeo & Juliet (Tour Italien) – Mercutio (2011–2012)
- Saturday Night Fever (Mailand, Italien) – DJ Monty (2012)
- Grease (Tour Italien) – Danny Zuko (2013)
- Cats (London, England) – Rum Tum Tugger (2013–2014)
- The Hole (Mailand, Italien) – The Emcee (2015–2016)
- Evita (Rom, Italien) – Che (2016–2017)
- Saturday Night Fever  (Walenstadt, Schweiz) – Tony Manero (2017)
- Titanic (Ingolstadt, Deutschland) – Barrett (2018)
- Tanz der Vampire (Wien, Österreich) – u/s Graf von Krolock (2017–2018)
- Jesus Christ Superstar (Concert in Wien, Österreich) – Pilate (2018)
- Rock of Ages (Amstetten, Österreich) – Stacee Jaxx (2018)
- Tanz der Vampire (Berlin, Deutschland) – Graf von Krolock (10/2018–12/2018)
- Saturday Night Fever (Ingolstadt, Deutschland) – Tony Manero (2019)
- Jesus Christ Superstar (Concert in Wien, Österreich) – Pilate (2019)
- Rocky Horror Show (Amstetten, Österreich) – Riff Raff (2019)
- Tanz der Vampire (Oberhausen, Deutschland) – Graf von Krolock (10/2019–03/2020)
- Nine (Ferrara, Reggio Emilia, Italien) – Guidoo Contini (06/2021)
- Tanz der Vampire (Stuttgart, Deutschland) – Graf von Krolock (10/2021–09/2023)
- Les Misérables (St. Gallen/München) – Jean Valjean/Javert  (2023–2024)

## Auszeichnungen
2007 gewann er den „Sandro Massimini National Award“ als „Bester italienischer Musicaldarsteller“.